# Tengiz Szicsinava
Tengiz Szicsinava, grúzul: თენგიზ  სიჭინავა (Szuhumi, 1972. május 15. – 2021. március 4.) válogatott grúz labdarúgó, középpályás, edző.

## Pályafutása

### Klubcsapatban
1989-ben a Gyinamo Szuhumi csapatában kezdte a labdarúgást. 1990 és 1993 között a Chumi Szuhumi, 1993 és 2001 között a Dinamo Batumi labdarúgója volt. 2001 és 2003 között Oroszországban játszott. Először, 2001-ben a kalinyingrádi Baltyika, majd 2001 és 2003 között a szmolenszki Krisztall játékosa volt. 2003-ban hazatért és a Szioni Bolniszi, majd 2004-ben a Lokomotivi Tbiliszi labdarúgója volt. 2005–06-ban Azerbajdzsánban játszott: 2005-ben a Turan, 2066-ban az MKT Araz csapatában szerepelt. 2006–07-ben a Szioni csapatában fejezte be az aktív labdarúgást. A Szioni csapatával egy bajnoki címet, a Dinamo Batumival és a Lokomotivi Tbiliszivel egy-egy grúzkupa-győzelmet szerzett.

### A válogatottban
1999–2000-ben tíz alkalommal szerepelt a grúz válogatottban.

### Edzőként
2014-ben a Gagra vezetőedzőjeként tevékenykedett.

## Sikerei, díjai
Dinamo Batumi
- Grúz kupa
  - győztes: 1998

 Szioni Bolniszi
- Grúz bajnokság
  - bajnok: 2003–04

 Lokomotivi Tbiliszi
- Grúz kupa
  - győztes: 2005